# La Coronada (Córdoba)
La Coronada es una pedanía perteneciente al municipio de Fuente Obejuna, en la provincia de Córdoba, Andalucía, España. Se encuentra situada a 6,3 km del municipio,  en el Valle del Guadiato, muy cerca de la provincia de Badajoz. En sus proximidades nacen los ríos Guadiato y Zújar.

## Descripción
Esta extensa llanura se ve interrumpida por el Cerro de la Calaveruela (733 m), que se alza como vigía que protege a esta aldea. Sus fuentes de recursos se han centrado principalmente en el laboreo de sus campos y en fechas más recientes en el pastoreo de sus ganados. Manan de sus entrañas los dos ríos más importantes del término municipal: Zújar y el Guadiato. Otros puntos elevados próximos a La Coronada son la sierra de la Grana (808 m) y sierra de las Cabras (643 m).
Próximo a la aldea, en las faldas del Cerro de la Calaveruela, tiene su nacimiento en la fuente de la Santanilla el río Zújar, que delimita con sus orillas las tierras de Andalucía y Extremadura (Córdoba y Badajoz), que tras recorrer en dirección SO -NE, desemboca en el Guadiana al NE de Villanueva de la Serena, embalsándose sus aguas en el pantano homónimo, destinado para regar la parte meridional de las vegas altas extremeñas.
Próximo a La Coronada, junto al cementerio, tiene su nacimiento el arroyo Corza, que tras pasar serpenteando por la finca de Los Miraderos, desemboca en el río Zújar. Otros arroyos próximos a la aldea son Majavaca, San Pedro y Alamillo.
La Coronada se encuentra ubicada aproximadamente a 5º 29’ de longitud y 38º 16’ de latitud, situada al NO de Fuente Ovejuna a unos 6,5 kilómetros, próxima a la carretera nacional 432 (Badajoz – Granada), que hasta los años noventa pasaba por la propia aldea.
La altitud de La Coronada sobre el nivel de mar es de unos 655 metros aproximadamente.
Las vías de comunicación de La Coronada con poblaciones más próximas eran entre otras, los antiguos caminos de La Coronada a Fuente Ovejuna (cordel mesteño), hoy carretera nacional, de La Coronada a Cañada del Gamo, de La Coronada a Argallón, de La Coronada a Cardenchosa de Azuaga, continuando hasta la propia Azuaga y de Granja de Torrehermosa a La Coronada. 
El paraje que rodea La Coronada está compuesto por un bosque mediterráneo con encinar, dando lugar a las típicas dehesas con extensiones cultivadas.

## Origen del nombre de la aldea
Se sabe que desde la Reconquista hasta finales del siglo XV, en el entonces término de Fuente Ovejuna se produjo un gran movimiento de repoblación humana. Es durante este período cuando posiblemente se formaran gran parte de las aldeas que actualmente conocemos, junto a otras que desaparecieron a lo largo de los siglos, aunque realmente no se ha investigado en profundidad este tema, ni se conoce ninguna fuente documental que lo consolide. 
En el caso de la aldea de La Coronada, los propios vecinos, hipotéticamente fechan su fundación aproximadamente hacia los últimos años del siglo XV, amparándose en la tradición oral de los actos deshonestos y de opresión que sufrían los naturales de Fuente Ovejuna por parte del comendador mayor de la Orden de Calatrava que residía en la villa, Fernán Gómez de Guzmán. Por ello, creen que muchos de sus vecinos atemorizados, se marchaban de Fuente Ovejuna y se establecían en pequeños núcleos de población levantados en los propios cortijos.
Igualmente, a esta hipótesis se le une el miedo de los padres y novios ante el poder de dicho comendador, al tener sobre las mujeres jóvenes del pueblo el tan hablado derecho de pernada, del cual no existe ninguna fuente histórica escrita que lo implantase en el término. Este comendador; aunque sí existe una fuente literaria, como es la que nos aporta Lope de Vega en su obra “Fuenteovejuna”, donde sí denuncia este antiguo derecho señorial, que no sabemos si se llegó a ejercer en esta villa y si fue realmente el origen histórico de su muerte o eran otros intereses (político, territorial, económico, etc.).
Se ha divagado sin ningún fundamento sobre el nombre de la aldea, relacionado con una mujer a la que el comendador de Fuente Ovejuna, tras mantener relaciones con ella, prometió coronarla, y al ser despreciada se marchó con sus familiares, estableciendo este asentamiento, que lo denominaron La Coronada. 
Se puede deducir del nombre de La Coronada, que al existir en otros tiempos dos aldeas (La Coronada Alta y La Coronada Baja) y una Virgen denominada “de las Coronadas” posiblemente por la proximidad de ambos poblados, la advocación a esta antigua imagen, hoy sustituida por otra más moderna, se repartiera entre estos dos núcleos y al desaparecer una de estas aldeas, se haya venido llamando a la actual “La Coronada”; de ahí que el plural pasara a ser singular. Queda también esta incógnita por resolver.

## Monumentos y restos arqueológicos

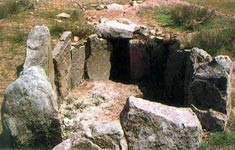
Dólmenes en los Delgados (La Coronada).

Iglesia de Nuestra Señora de La Coronada. Planta rectangular y cuatro tramos cubiertos por bóvedas de cañón, con robustos arcos fajones decorados con imitaciones de cantería. Portada con vano de medio punto, flanqueado por columnas adosadas sobre pedestales, sobre los que se apoya un frontón piramidal con una cruz de hornacinas.
La titular del templo, la Virgen de Las Coronadas, es una escultura de madera que representa a una Virgen con un Niño. Su autoría se atribuye a Daniel Roldán Carpintero.
La iglesia cuenta con una custodia de plata torneada y repujada del siglo XIX y un cáliz torneado y punteado de plata dorada.
La Coronada tiene importantes reservas arqueológicas, aún no recuperadas. Cerca de la Dehesa de los Canónigos están las ruinas de lo que fuera un convento de los Templarios.
En la cumbre de la Calaveruela hay importantes yacimientos del primer milenio, con restos de muros y abundante cerámica. Es un centro dolménico en el que se han encontrado puntas de flecha, cerámica, cuernecillos y molinos barquiformes de origen calcolítico.

## Leyendas de La Coronada
Existen tres leyendas en la aldea de La Coronada, que desde tiempos remotos han sido contadas por los mayores a las nuevas generaciones. 
Leyenda de la aparición de la Virgen de Las Coronadas:

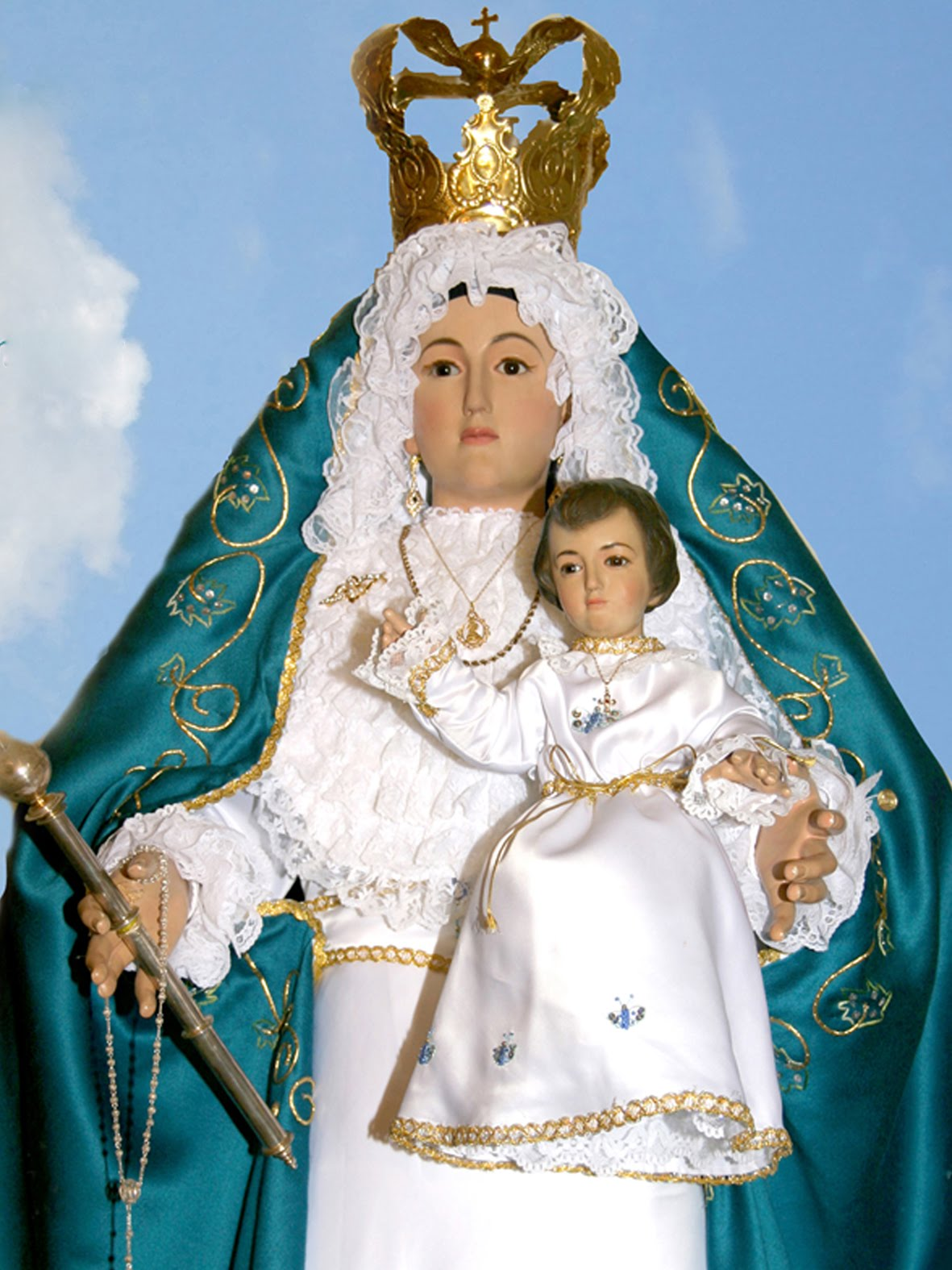
Nuestra Sra. de las Coronadas

Cuenta la leyenda que a la Virgen de La Coronada la encontró un pastorcillo, que al arrodillarse a beber agua en una fuente, vio reflejarse la imagen en el fondo. Cuando se asomó vio a la Virgen e intentó cogerla, pero no pudo sacarla del agua. LLamó entonces a los vecinos de la aldea y entre todos pudieron conseguirlo. Desde ese día la Virgen pasó a ser considerada patrona de la aldea erigiéndose en su nombre la vieja iglesia que estuvo ubicada en las Huertas del Prado, a dos kilómetros de La Coronada. Existe otra versión de la leyenda citada acerca de la aparición de la Virgen, que es la misma que ha sido transmitida por tradición oral en otros lugares de España. Esta última versión, según el escritor Carlos Rivera, cuenta que el hallazgo de la imagen se produjo en el hueco de una encina y quien la encontró fue un vecino de la cercana localidad pacense de Granja de Torrehermosa, el cual quiso llevarla a su pueblo a lomos de un burro que se negó a seguir el camino de Granja de Torrehermosa y echó a andar por propia voluntad hacia La Coronada. No hay que dar demasiado crédito a estas leyendas de la tradición popular, según Carlos Rivera, por repetidas y multiplicadas en cualquier pueblo de la geografía española. Leyendas propias, como las que siguen, de las creencias mitad mágicas, mitad cristianas, del Bajo y el Alto Medioevo.
Leyenda de La Encantada:
En las inmediaciones de La Coronada existe un cerro al que llama la tradición de "la Encantada”,y que no es otro que el cerro de la Calaveruela, cuyo nombre legendario se atribuye al suceso que aconteció en el citado lugar donde cuenta la tradición oral que se le apareció una extraña mujer a un natural de la aldea, en fechas posteriores a la Reconquista. Parece ser que el tal vecino de la aldea llamado José Ramos y apodado "Santillo" pasó caminando por las cercanías del citado cerro y vio una mujer que se encontraba sentada sobre una piedra y cosiendo; José, se acercó a ella y le arrebató las tijeras, creyéndola una aparición mágica, pues nadie habitaba en aquel lugar tan solitario. La supuesta encantada comenzó a correr detrás de él, que viéndose alcanzado, se dirigió hacia la iglesia que estaba en el sitio denominado Huertas del Prado, agarrándose a los clavos y aldabas de la puerta para intentar abrirla. En ese mismo instante la encantada se detuvo y mirando a José a los ojos le dijo: “Da gracias a que te has agarrado a lugar sagrado; porque si no serías tú el que hubieras ocupado mi lugar como encantado, José Ramos. Desde este mismo instante y hasta que muera el último de tu casta no volveré a aparecerme”. En la actualidad, todavía quedan en esta aldea descendientes de José Ramos y hasta hoy no ha vuelto a aparecerse".
 Leyenda del pellejo de buey:
Se cuenta que en las proximidades de la aldea, concretamente en la finca denominada "Fuente del Apio", existe una encina conocida por los vecinos de La Coronada como “la encina del cuervo”.Dice la leyenda que en este lugar y en fechas anteriores a la Reconquista se escondío en la encina un pellejo de buey lleno de oro. Cuando fueron expulsados los musulmanes uno de los sucesores de la familia que lo ocultó regresó para buscar el pellejo, pero no pudo encontrarlo. Durante muchas generaciones posteriores prosiguió la infructuosa búsqueda. Sólo los más ancianos del lugar recuerdan esta leyenda, una de tantas transmitidas por vía oral de padres a hijos.

## Fiestas
- Segundo sábado de mayo : romería a la pequeña ermita instalada en el ejido comunal del paraje denominado "Los Miraderos".
- Del 6 al 8 de septiembre, feria y fiestas de La Coronada. Competiciones deportivas y bailes amenizados por orquestas.
- Semana del 15 de agosto, fiesta del emigrante .

## Hijos ilustres
- María del Carmen Agredano, cantante y ganadora de un GOYA.
- Carlos Rivera, poeta.